# Ragusa-Flockenblume
Die Ragusa-Flockenblume (Centaurea ragusina), Dubrovnik-Flockenblume oder Silberblättrige-Flockenblume, ist eine Pflanzenart aus der Gattung der Flockenblumen (Centaurea) in der Familie der Korbblütler (Asteraceae), die im mediterranen Gebiet der Dalmatinischen Küste an maritimen sonnigen Kliffs, Felsen und Natursteinmauern vorkommt.

## Merkmale
Die Ragusa-Flockenblume ist eine ausdauernde krautige Pflanze die in charakteristischer Polsterform wächst; sie erreicht Wuchshöhen von 30 bis 50 (60) Zentimeter. Der Stängel ist aufrecht, meist einfach und oben blattlos. Die Blütentriebe sind end- und seitenständig. Die Blätter sind weißfilzig und fiederteilig. Die Blüten sind gelb, die Randblüten sind nicht strahlend. Die Hüllblütenanhängsel sind dreieckig, klein und haben eine zurückgebogene Endspitze. Die meisten Blätter sind in der Rosette. Sie sind leicht gewellt und fiederspaltig mit auf beiden Seiten 4 bis 7 eiförmigen, ganzrandigen oder entfernt gezähnten bis gelappten Abschnitten.
Blütezeit ist von Mai/Juni bis Juli.
Die Chromosomenzahl ist 2n = 18 oder 20.

## Systematik
Neben der Nominatform wird noch die Unterart subsp. lungensis (Ginzberger) Hayek der Kornaten-Insel Dugi otok ausgeschieden. Hier tritt sie in zwei Varietäten auf: f. baumgartneri (Ginzberger) Hayek mit ungeteilten Blättern und f. padelini (Ginzberger) Hayek mit teils ungeteilten, teils gefiederten und leierförmigen Blättern.

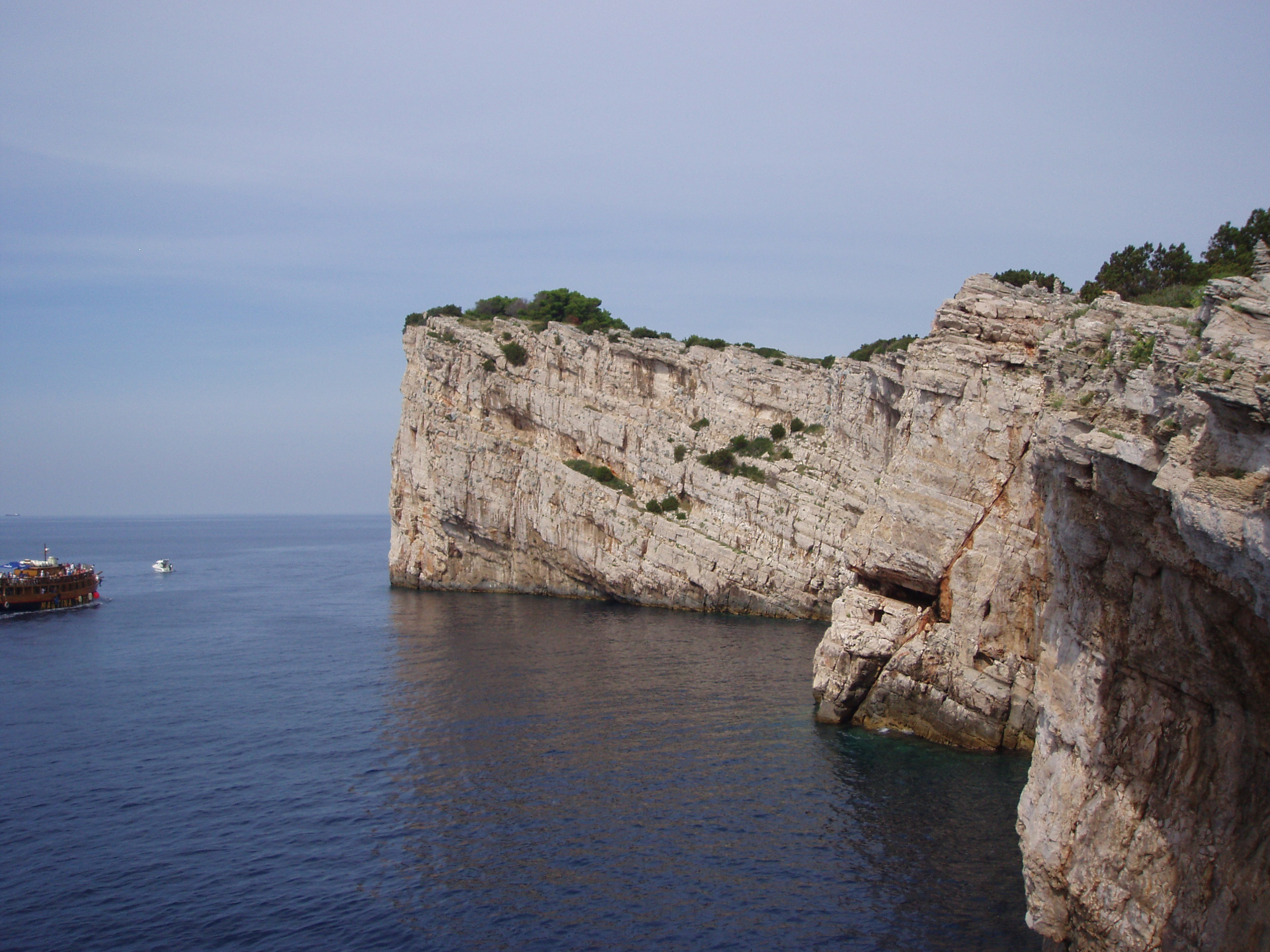
Standort der Unterart lungensis auf Dugi otok

## Vorkommen

### Verbreitung

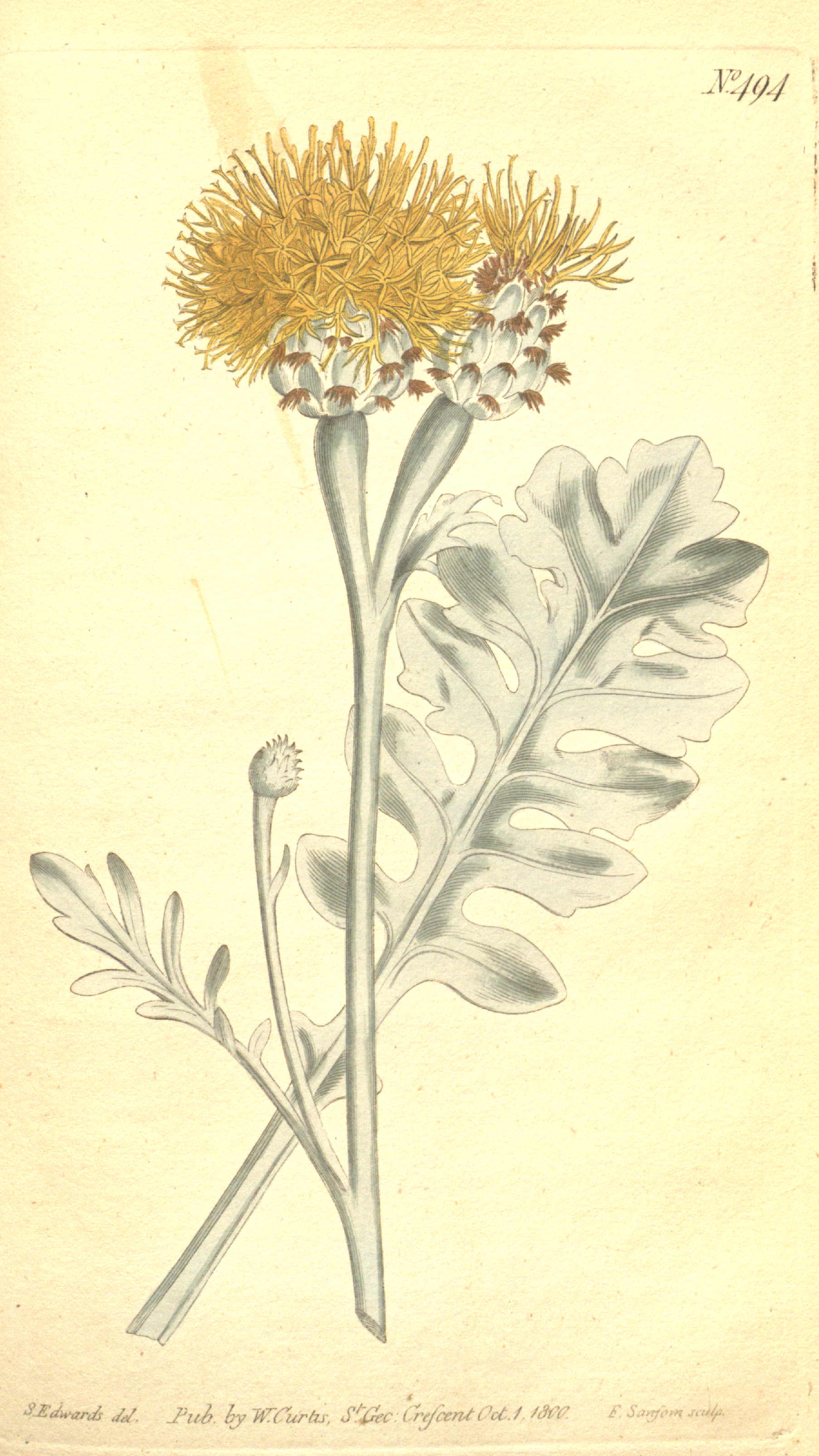
Ikonographie Curtis’s Botanical Magazine (als Cretan Centaury-Centaurea ragusina), Tafel 494 (1800), Handkolorierter Kupferstich, S. Edwards

Die Ragusa-Flockenblume ist ein Endemit Kroatiens und beschränkt sich insbesondere auf die Inseln der Mittel- und Süddalmatinischen Küste. Sie wird auf Kliffs und Naturstein-Mauern auf den Kornaten, insbesondere Dugi otok, sowie Šolta, Čiovo, Hvar, Sveti Andrija, Brusnik, Biševo, Vis, Sušac und Mljet gefunden.
Vom Festland sind nur Marjan bei Split, Palagruža wie Trpanj und in die Umgebung von Cavtat (Konavoske stijene) bekannte Fundstellen.
Die Typuslokalität der Erstbeschreibung durch Carl Linné entstammte vermeintlich aus der Umgebung von Dubrovnik (vormals Ragusa), woher die Art ihren wissenschaftlichen Namen ableitet. Von Visiani wurde jedoch eine Verbreitung um Dubrovnik verneint. Linné selbst hatte als Verbreitungsort Epidaurum genannt, der griechische Name für Cavtat. Womöglich ist dies auch der Grund, dass spätere botanische Lehrbücher als Verbreitungsgebiet Kreta angaben, wo die Art jedoch nicht vorkommt (so u. a. im Curtis’s Botanical Magazine (1800), Tafel 493 als Cretan Centaury bezeichnet).

### Standorte
Als Polsterpflanze besiedelt die Dubrovnik-Flockenblume steile, unzugängliche meernahe Kliffs oder gemörteltete Natursteinmauern. Aufgrund der charakteristischen ökologischen Einnischung als Chasmophyt, Sonnenpflanze und Salzpflanze, die hervorragend an die starke Gischt während orkanartiger Stürme (Bora und Scirocco) der Adriaküste angepasst ist, beschränkt sie sich auf wenige Standorte kleinerer Inseln und steiler Kliffs der Festlandsküste, die geologisch zumeist aus kreidezeitlichen massigen Kalksteinen aufgebaut sind. Ausnahmsweise wird sie aber auch auf Eruptivmassen und vulkanischen Brekzien der Insel Brusnik in größerer Zahl gefunden. Pflanzensoziologisch bildet sie einen Bestandteil der endemischen Kalk-Felsspaltenfluren-Formation Phagnalo-Centaureetum ragusinae.

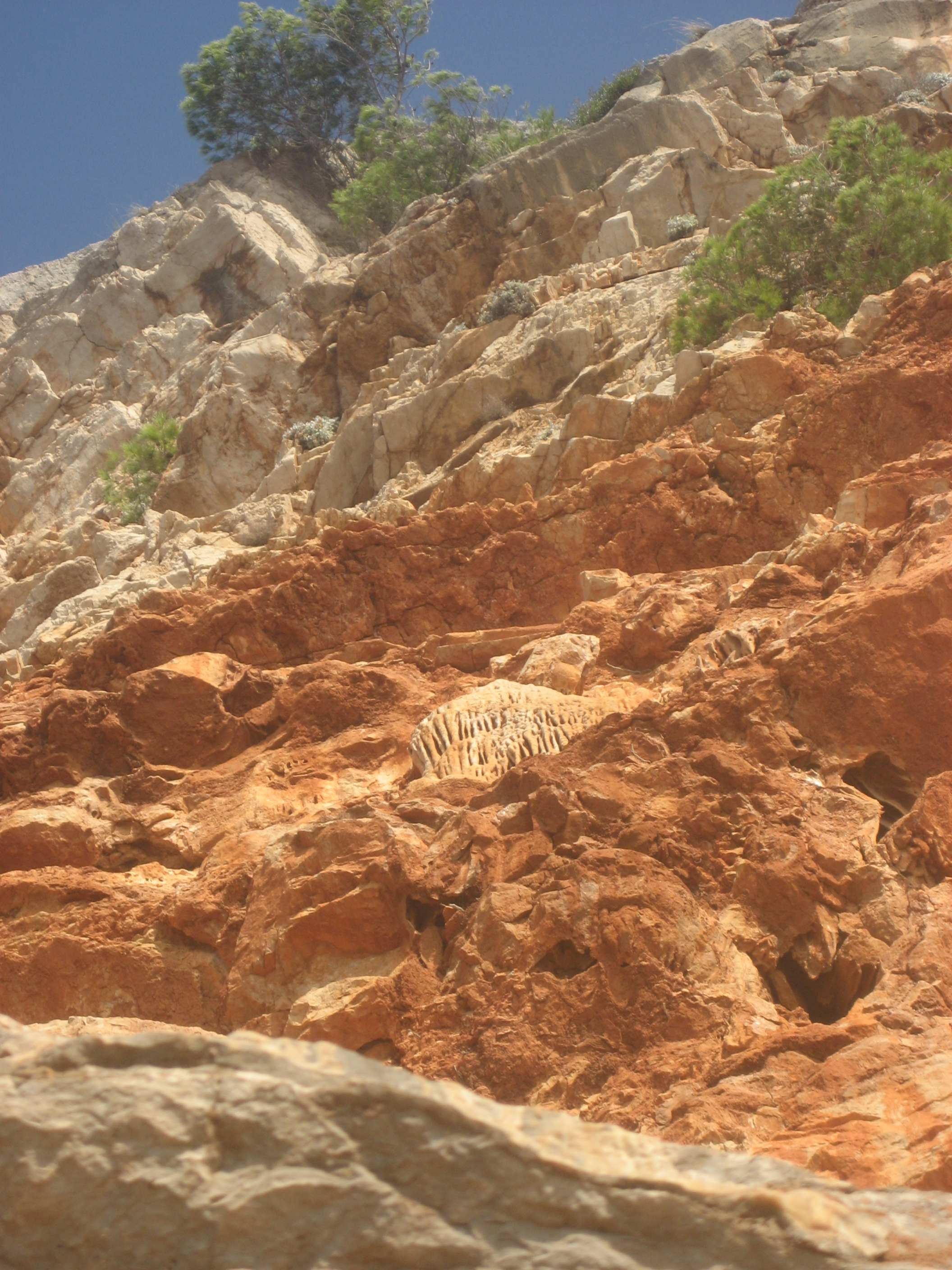
Dubrovnik-Flockenblumen am Mega-Kliff der Konavoske stijene im Mittelgrund abgebildet. Sie siedelt hier an den mittleren und oberen Kliff-Partien, die nicht ganz so stark von der Salzgischt betroffen sind.
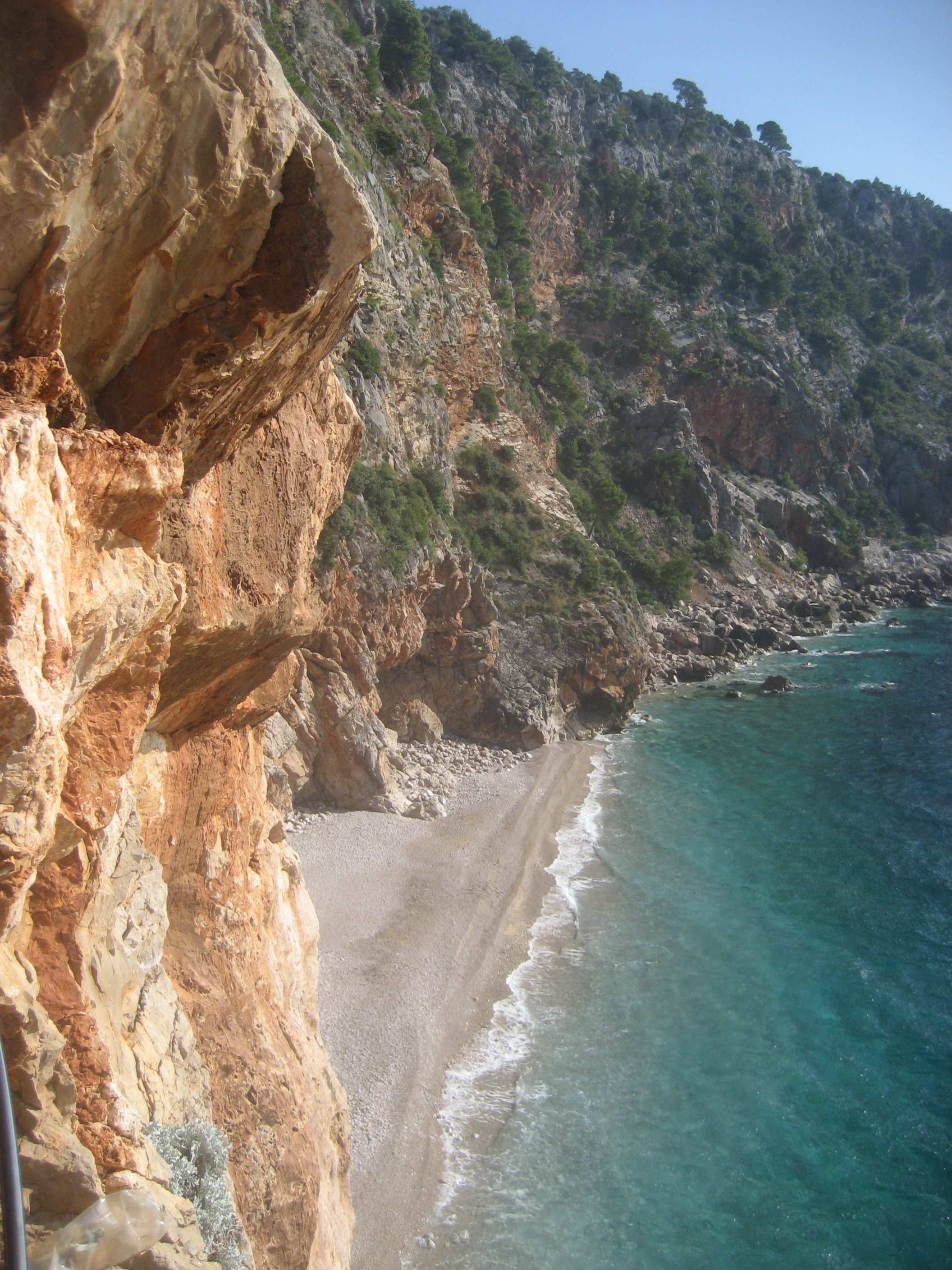
Die Dubrovnik-Flockenblume, im Bild ganz unten links am Felsen stehend, ist auf den kreidezeitlichen Kalkfelsen der Konavoske stijene südlich Cavtat in der Konavle mit die charakteristischste Pflanze

## Nutzung
Die Ragusa-Flockenblume wird selten als Zierpflanze für Sommerrabatten und Einfassungen genutzt. Sie ist seit spätestens 1710 in Kultur. Die Sorte 'Magic Silver' erreicht Wuchshöhen von 20 bis 35 Zentimeter.